# 八达营蒙古族乡
八达营蒙古族乡，是中华人民共和国河北省承德市隆化县下辖的一个乡镇级行政单位。

## 行政区划
八达营蒙古族乡下辖以下地区：
八达营村、上牛录村、下牛录村、乌梁素村、三截地村、上窑村、哈叭气村、白云山村、东沟村、青松村、台吉营村和和平营村。